# Paul S. Williams

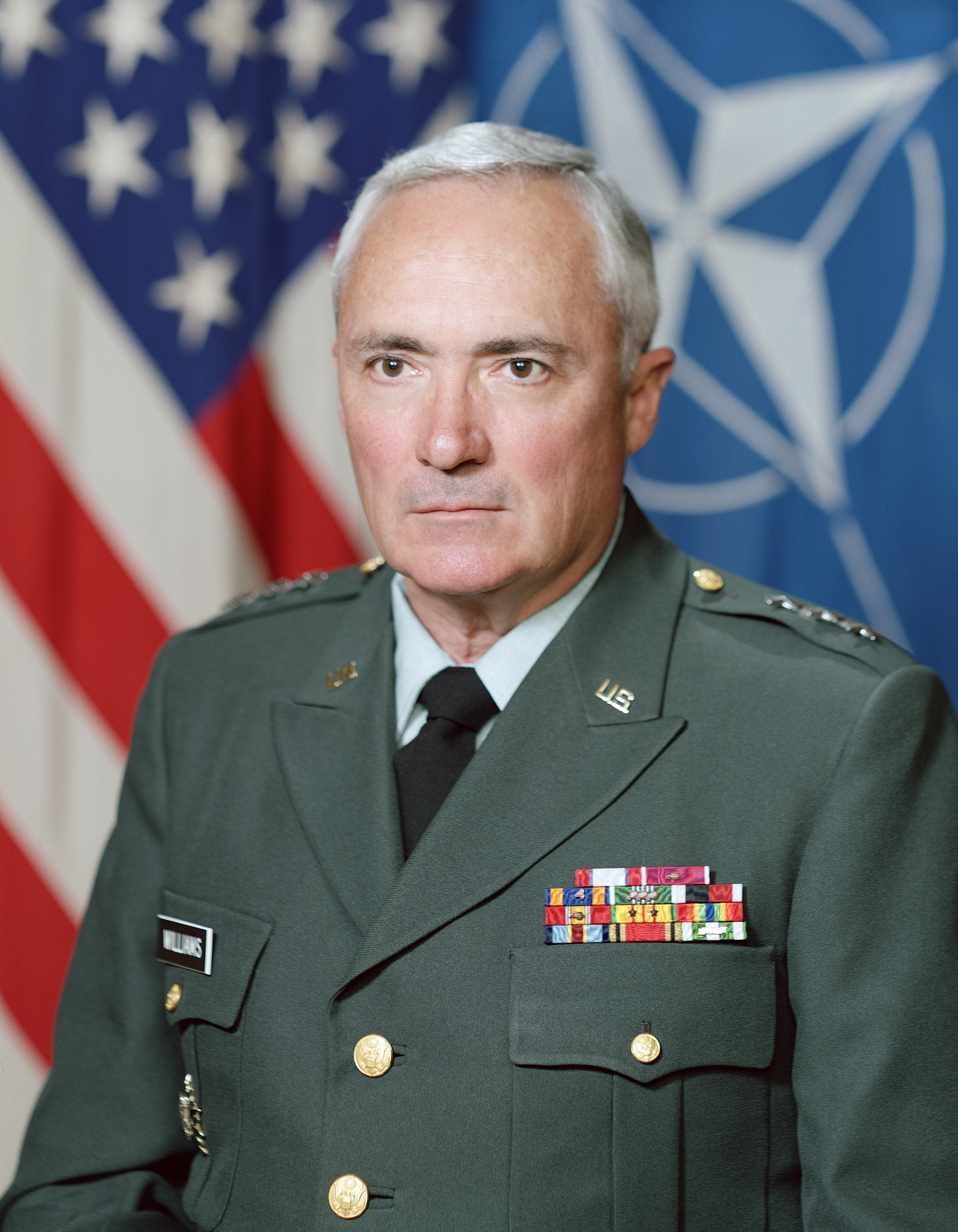
Paul S. Williams (1984)

Paul Scott Williams Jr. (* 17. Oktober 1929 in Richmond, Virginia; † 8. Juli 1995 in Lewes, Delaware) war ein Generalleutnant der United States Army, der sowohl die 1. Kavalleriedivision als auch das V. Corps kommandierte.
Paul Williams war der Sohn von Paul Scott Williams Sr. (1899–1959) und Daisy Brown (1896–1985). Nach der Trennung seiner Eltern wuchs er bei seiner Mutter in Manassas auf. Im Jahr 1951 graduierte er am Virginia Military Institute. Danach wurde er als Leutnant der US Army den Panzerverbänden zugeteilt. In der Armee durchlief er anschließend alle Offiziersränge vom Leutnant bis zum Drei-Sterne-General. Er absolvierte den Armor Officer Basic Course in Fort Knox und diente dann im 759th Tank Battalion, das zur damals in Deutschland stationierten 5. Infanteriedivision gehörte. In der Folge war er Zugführer und Kompaniechef bei einer Panzereinheit in Fort Knox. Danach wurde er Stabsoffizier in der G2-Abteilung (Nachrichtendienste) bei der 8. Armee in Südkorea. Im Jahr 1958 unterrichtete er an der Harvard University das Fach Militärwissenschaft. In den Jahren 1962 bis 1965 war er Stabsoffizier im Pentagon.
In den Jahren 1966 und 1967 war Paul Williams im Vietnamkrieg eingesetzt. Dort war er zunächst Stabsoffizier im amerikanischen Hauptquartier und dann Bataillonskommandeur bei einer der 4. Infanteriedivision unterstehenden Einheit. Danach studierte er am United States Army War College. Es folgte seine Versetzung nach Fort Hood in Texas, wo er eine Brigade der 2. Panzerdivision kommandierte. 1970 wurde er im Stab des ebenfalls in Fort Hood ansässigen III. Corps Leiter der für militärische Operationen zuständigen Abteilung G3. Es folgten weitere administrative Verwendungen.
Mitte der 1970er Jahre war Paul Williams stellvertretender Kommandeur des III. Corps und zwischen November 1978 und November 1980 kommandierte er die 1. Kavalleriedivision, die ebenfalls in Fort Hood stationiert war. Im Jahr 1981 wurde er zum Generalleutnant befördert. Zwischen dem 15. Juli 1981 und dem 29. Mai 1984 hatte Williams als Nachfolger von Willard Warren Scott das Kommando über das in Deutschland stationierte V. Corps. Anschließend war er bis 1986 im Stab des Hauptquartiers der NATO in Brüssel tätig. Danach ging er in den Ruhestand.
Der mit Elizabeth Ann Calder (1925–2002) verheiratete General verstarb am 8. Juli 1995 in Lewes, Delaware, an Herzversagen. Er wurde mit allen militärischen Ehren auf dem Nationalfriedhof Arlington beigesetzt.

## Orden und Auszeichnungen
Paul Williams erhielt im Lauf seiner militärischen Laufbahn unter anderem folgende Auszeichnungen:
- Army Distinguished Service Medal
- Legion of Merit (2-Mal)
- Air Medal (4-Mal)
- Army Commendation Medal